# يون دادي بودفارسون
|فرق كرة القدم الوطنية= 49387
يون دادي بودفارسون (بالآيسلندية: Jón Daði Böðvarsson) (من مواليد 25 مايو 1992 بمدينة سيلفوس الآيسلندية) لاعب كرة قدم آيسلندي ، يلعب حاليًا لفريق كايزرسلاوترن الألماني في مركز الهجوم.

## روابط خارجية
- يون دادي بودفارسون على موقع الاتحاد الدولي (مؤرشف)  (الإنجليزية)
- يون دادي بودفارسون على موقع الاتحاد الأوربي (الإنجليزية)
- يون دادي بودفارسون على موقع قاعدة بيانات كرة القدم.إي يو (الإنجليزية)
- يون دادي بودفارسون على موقع ناشيونال فوتبول تيمز (الإنجليزية)
- يون دادي بودفارسون على موقع Soccerbase.com (لاعب) (الإنجليزية)
- يون دادي بودفارسون على موقع Soccerway.com (الإنجليزية)
- يون دادي بودفارسون على موقع عالم كرة القدم.نت (الإنجليزية)
- يون دادي بودفارسون على موقع AS.com (الإسبانية)